# Мачтет Григорій Олександрович
Мачте́т Григо́рій Олекса́ндрович (3 [15] вересня 1852, Луцьк — 14 [27] серпня 1901, Ялта) — український і російський письменник, революціонер-народник. Писав переважно російською мовою.

## Життєпис

### Рід Мачтетів
Рід Мачтетів походив з Англії, де свого часу якийсь Мансгед (таким був первісний варіант прізвища Мачтет) завербувався в армію короля Швеції Карла XII. Під її знаменами артилерист Манчтед (так тепер вимовлялося його прізвище) 1709 року брав участь у Полтавській битві та потрапив у полон. Через поранення він залишився на території України та одружився з українкою.
В автобіографії письменник зазначив: «Мій дід із боку батька був офіцером, гультяєм, головорізом, пристрасним авантюристом, який кинув дружину та сина (мого батька) і залишив їх у злиднях, але був чесною та незалежною людиною».
Батько Григорія Мачтета порушив сімейну традицію та замість військової кар'єри обрав цивільну. Олександр Йосипович Мачтет 1847 року закінчив зі ступенем кандидата юридичний факультет Імператорського університету святого Володимира у Києві. Колезький секретар Олександр Мачтет працював у Луцьку — одним із трьох засідателів повітового суду (1850 рік), у Ковелі — повітовим стряпчим (1851, 1852 роки), у Новограді-Волинському — повітовим стряпчим (1853 рік; титулярний радник — 1854, 1855 роки).
Мати — Наталія Григорівна Калінська — походила з польської шляхти. Григорій Калінський, дід письменника, коли був юнкером Ольвіопольського полку, входив до Північного союзу декабристів.

### Навчання
Майбутній письменник народився 3 вересня 1852 року (за старим стилем) у Луцьку.
Залишившись у шестирічному віці без матері, Григорій Мачтет навчався та виховувався вдома під керівництвом німкені-гувернантки. 1861 року його віддали на навчання в Немирівську гімназію графа Болеслава Потоцького, де він провчився до четвертого класу. 1865 року Григорія виключили з гімназії, несправедливо звинувативши в прихильності до «польського духу». У радянський час на головному фасаді колишньої чоловічої гімназії було встановлено меморіальну дошку про те, що тут навчався Мачтет .
1865 року 13-річний Мачтет зовсім осиротів: помер батько, залишивши п'ятьом дітям тільки дві шафи з творами російських і чужоземних класиків.

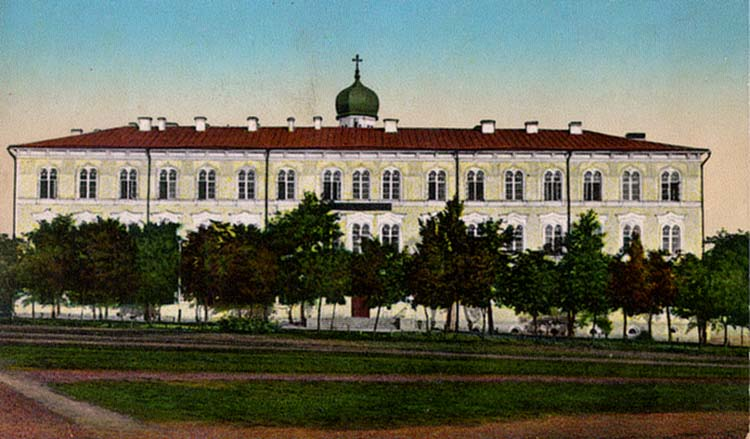
Гімназія в Кам'янці-Подільському, в якій навчався Мачтет. Листівка початку XX століття

1866 року Мачтет продовжив навчання в Кам'янець-Подільській чоловічій гімназії. Цьому посприяв далекий родич Григорія — мировий посередник Матрунін.
1868 року, незадовго до випускних іспитів, Мачтета знову виключили з гімназії. Цього разу за влаштування спільного читання та обговорення заборонених книг (серед них — творів Миколи Добролюбова) та за зухвальство щодо начальства. Зокрема, інспекторові гімназії Олександру Даниловичу Тулубу, який зневажливо відгукнувся про Миколу Чернишевського (мовляв, підете каторжною доріжкою негідника Чернишевського), Мачтет заявив: «Як Ви смієте так називати того, кому ми з вами не гідні навіть розв'язати ремінець взуття».
Григорій отримав «вовчий білет» (позбавлення права вступу в будь-який навчальний заклад Російської імперії), тож далі навчався самостійно — при допомозі товаришів і вчителів. Начальство гімназії навіть наполягало на тому, щоб юнака вислали з Кам'янця-Подільського, але подільський губернатор відмовився від такого кроку, мотивуючи це тим, що 16-річний Мачтет занадто молодий, тому не може бути небезпечним.
1870 року один з учителів Кам'янець-Подільської гімназії через попечителя Київського навчального округу Платона Антоновича, який в юності сам брав участь у студентських виступах і притягався до відповідальності, добився, щоб Мачтету дозволили скласти іспит на звання вчителя історії та географії повітових училищ .

### Ідея комуни
Два роки Мачтет викладав у повітових школах Могилева-Подільського та Кам'янця-Подільського. Але школа не стала для Григорія Мачтета основною справою. Головнішою для нього була участь у нелегальному гуртку, який вів підготовку до організації хліборобської комуни.
Мачтет усерйоз захопився новими ідеями: члени гуртка «американців», адептом яких був Володимир Дебогорій-Мокрієвич, заперечували приватну власність, вважали чесним засобом заробітку лише фізичну працю та мріяли охопити комунами мало не увесь світ. Розпочати вони вирішили з Північної Америки, яку вважали найвільнішою.
1872 року Мачтета звільнили зі служби — і знову за політичну неблагонадійність. Він виїхав за кордон — спочатку до Цюриху, а наприкінці 1872 року в товаристві ще двох «американців» — І. Речицького та О. Романовського — за океан, у США, щоб там здійснити задумане.
Прибувши в США, революціонери відразу вирушили в малозаселені західні штати шукати місце для комуни. Там із ними сталося нещастя. Ось як про це написав Сергій Ковалик (ще один «американець», який із товаришами залишився в Росії, очікуючи позитивних результатів від трійки першопрохідців):
|  | Випробовуючи свої рушнниці, хтось, Мачтет або Речицький (здається, останній), ненароком важко поранив Романовського. Американська громада, куди вони з’явилися після пострілу, судила їх, виправдала та навіть декілька днів поспіль запрошувала їх у свої домівки. Романовський же невдовзі після поранення помер. |

Дійсність виявилася відмінною від юначих мрій: Мачтету та Речицькому довелося важко працювати, поденною роботою на фермах добувати засоби для існування.
Оскільки затія з комуною не вдалася, 1874 року Мачтет повернувся в Росію. У Санкт-Петербурзі він брав участь у революційному народницькому русі. «Неделя» та «Отечественные записки» охоче друкували його закордонні нариси.

### В ув'язненні та на засланні
Григорій Мачтет входив до групи Ореста Габеля, яка взяла на себе організацію втеч заарештованих революціонерів із Будинку попереднього ув'язнення. Зокрема, Мачтет брав активну участь у підготовці втечі Порфирія Войнаральського та Сергія Ковалика. Йому вдалося підкупити варту, продумати в деталях план, налагодити листування з ув'язненими.
14 серпня 1876 року було заарештовано Ореста Габеля, якого запідозрили в організації втеч із Будинку попереднього ув'язнення. Того ж дня взяли Бартошевич, яка теж була членом групи Габеля. Мачтета заарештували через два дні (16 серпня 1876 року) на квартирі Надії Бантле.
Мачтета ув'язнили в Петропавлівській фортеці. За найвищим повелінням 2 жовтня 1877 року Мачтета вислали в адміністративному порядку під нагляд поліції в Архангельську губернію. Від 30 жовтня 1877 року він проживав у місті Шенкурськ.
Через рік, 10 жовтня 1878 року, Мачтет спробував утекти, але його затримали наступного ж дня після спроби та перевели в Мезень. Не забарилося й покарання: Мачтета мали вислати до Якутії, звідки він не мав надії повернутися. Завдяки клопотанню друзів долю Мачтета «пом'якшили»: 1879 року його вислали в місто Тюкалинськ Тобольської губернії, а 1880 року перевели в Ішим.
У липні 1880 року в Ішимі Мачтет одружився з Оленою Медведєвою. Олена Петрівна була москвичкою, дочкою титулярного радника, колишньою цюрихською студенткою, а в Ішимі відбувала заслання за участь у «протизаконному товаристві» (процес п'ятдесяти).
Олена Петрівна хворіла. Щоб підтримати сім'ю, Григорій Олександрович брався за будь-яку роботу: був підвальним при складі місцевого купця, давав уроки, служив в Ішимському окружному в селянських справах присутствії. На засланні він багато писав, був співробітником місцевої преси, посилав свої твори в Петербург.
Олені Петрівні через хворобу (туберкульоз) було дозволено покинути Ішим і жити на Кавказі. В грудні 1885 року вона виїхала в Кутаїс (нині Кутаїсі), але в дорозі захворіла і в травні наступного року померла в Москві.
Григорія Олександровича звільнили із заслання в серпні 1885 року.

### Під негласним наглядом

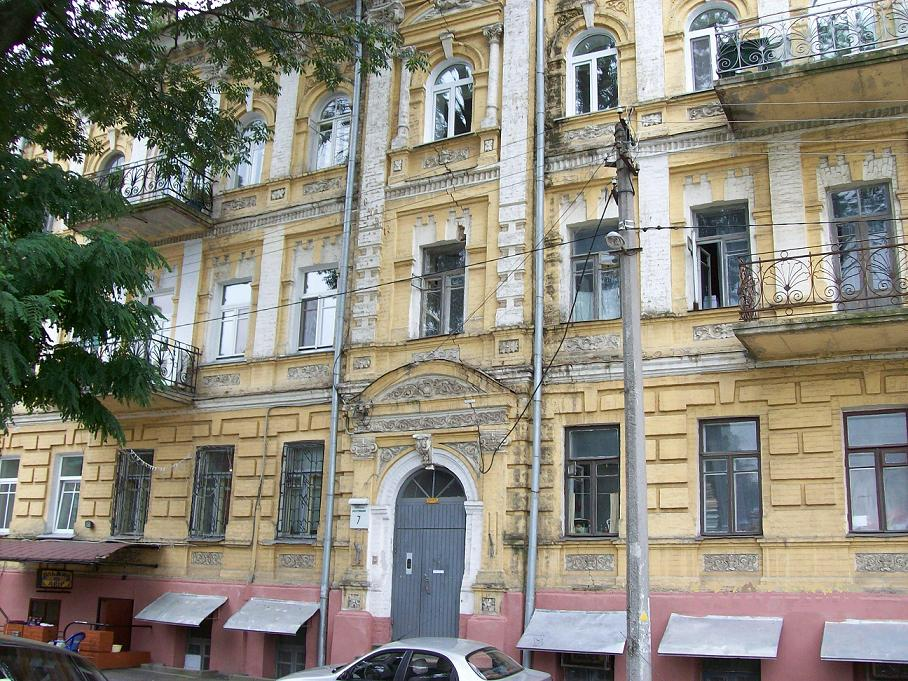
Сучасний вигляд будинку в Києві (Десятинний провулок, 7), де в дев'яності роки XIX століття мешкав Мачтет

Від вересня 1886 року Мачтет жив під негласним наглядом у Москві, від березня 1887 року — в Одесі.
У 1891—1895 роках він жив у Зарайську (нині один із районних центрів Московської області). Будинок, в якому Мачтет мешкав у Зарайську, зберігся. Це пам'ятка архітектури першої половини 19 століття. 3 грудня 1961 року на будинку урочисто відкрито мармурову меморіальну дошку з написом: «У цьому будинку в 1891—1895 роках жив і працював письменник Григорій Олександрович Мачтет» .
У листопаді 1894 року, коли було видано маніфест про коронацію російського імператора Миколи II, а після того за традицією зарясніли всеможливі помилування та подарунки, Мачтет із Зарайська писав Володимирові Короленку: «Щойно прочитав маніфест і гадаю, чи знімуть з мене нарешті обмеження, які досі душать мене, і чи отримаю я дозвіл жити в Петербурзі» . Сподівання Мачтета не справдилися.
У 1897—1900 роках письменник жив у Житомирі, де служив в акцизному управлінні, бував у Києві.
Наприкінці 1890-х років Мачтет часто виступав із фейлетонами в житомирській газеті «Волинь». Він усе ще був під негласним наглядом поліції, йому заборонили жити в Петербурзі.
У Житомирі відбулося знайомство Мачтета з українським письменником Михайлом Коцюбинським (останній у Житомирі мешкав півроку — від листопада 1897 року до березня 1898 року). Спочатку Михайлові Михайловичу ніяк не вдавалося застати Мачтета вдома. Утім, знайомство таки відбулося. І якраз у домівці Григорія Олександровича Коцюбинський, як можна судити з його листів до дружини, почувався досить добре.

### Приятелювання з Лесею Українкою
Під час перебування в Україні Мачтет познайомився і заприятелював із літературним осередком родини Косачів — Оленою Пчілкою, Лесею Українкою, Михайлом Обачним (під таким псевдонімом друкувався Лесин брат Михайло). В листі до брата Михайла у вересні 1889 року з Колодяжного Леся згадує Мачтета, як давнього знайомого, пишучи про те, що «Тарасівська вулиця» (тобто київські студенти, які переважно селилися поблизу Київського університету в приватних будинках на Тарасівській вулиці) до Короленка, який ніби-то мав приїхати до Києва, буде прихильнішою, ніж до Мачтета. В іншому листі вона пропонує до перекладу серед інших авторів і Мачтета, зокрема його твори «Он і она», «И один в поле воин».
Особистій зустрічі Лесі Українки та Григорія Мачтета завдячує появою чудова імпровізація «Когда цветет никотиана…» — поетична відповідь Лесі Українки на запитання, чи може вона писати російською мовою. Про цей епізод розповіла в спогадах Людмила Старицька-Черняхівська:
|  | Наприкінці 1890-х років до Києва почав наїздити наш незабутній друг Григорій Олександрович Мачтет, він цікавився і українськими справами, і українською літературою, познайомився з Лесею, дуже вподобав і її, і її талант. Раз для спроби попросив він Лесю написати йому вірш по-російськи, і Леся заради жарту подала йому російський вірш. Мачтет був в захваті від нього. |

### Другий шлюб
1890 року Мачтет одружився вдруге. Про обставини цього шлюбу повідала Наталія Олексіївна Гольцева (дружина публіциста Віктора Гольцева) у спогадах «Позабуте минуле» :
|  | У цей час на нашому горизонті з’явилася досить цікава особа — співачка Євгенія Едуардівна Папріц, яка збирала російські народні пісні. Це була некрасива середніх літ дівчина, але чудова виконавиця романсів Чайковського, Глінки, Даргомижського та інших композиторів. Григорій Олександрович цілковито захопився нею, постійно бував у неї. І вона, певно, також захопилася ним. Тож ми припускали, що їхні стосунки завершаться шлюбом. Уже друзі Папріц, її знайомі були в очікуванні цієї події, як раптом Григорій Олександрович повідомляє, що він одружується з дуже молодою дівчиною, якій щойно виповнилося 18 років – з якоюсь Ольгою Миколаївною Родзевич, племінницею відомого видавця газети «Московський телеграф» Гната Гнатовича Родзевича. Усі були надзвичайно здивовані, а багато друзів Папріц навіть не захотіли підтримувати знайомство з Мачтетом. Євгенія Папріц невдовзі виїхала за кордон і вийшла заміж за інженера Ліньова. |

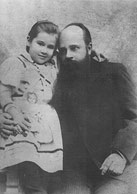
Із донькою Тетяною

Ольга Родзевич була донькою Миколи Гнатовича Родзевича — юриста, а згодом міського голови Рязані, члена Державної думи четвертого скликання від Рязанської губернії.
У другому шлюбі Мачтет мав двоє дітей — сина Тараса (1891—1942) та доньку Тетяну (1893—1971). Сім'я жила в нужді, служба висотувала всі сили, вимагала великого нервового напруження, майже не залишаючи часу для творчості.

### Раптова смерть

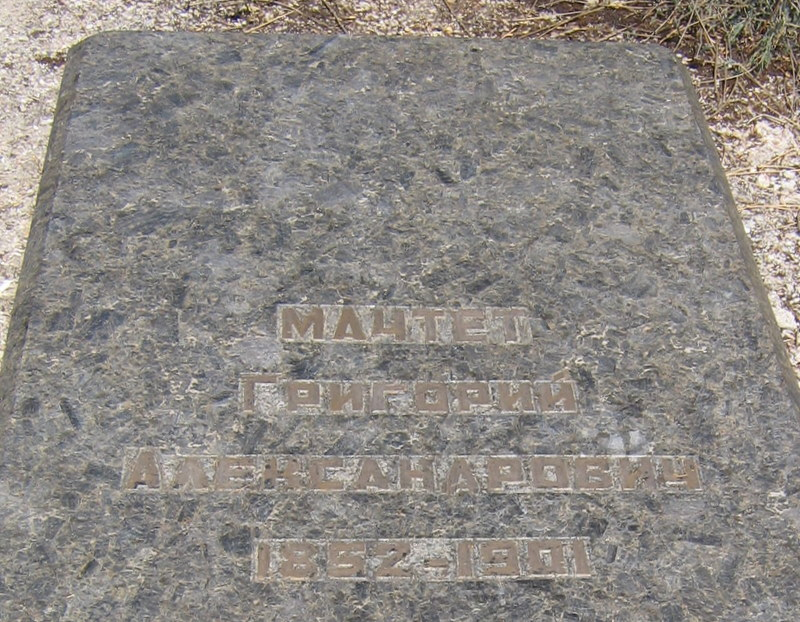
Надгробок Григорія Мачтета на Полікурівському меморіалі

Наприкінці 1900 року Мачтету, нарешті, вдалося добитися дозволу на переїзд до столиці Російської імперії. У грудні письменник поселився в Петербурзі. Там він сподівався реалізувати численні творчі задуми й плани. Але в ніч на 14 серпня 1901 року (за старим стилем), перебуваючи в Ялті на відпочинку, Григорій Олександрович помер від паралічу серця. Це сталося у квартирі його сестри (сучасна адреса — Володарського, 10) . Через три тижні письменникові мало виповнитися 49 років.
Заповіт письменника, розпечатаний через кілька днів після його смерті, містив, крім суто ділових розпоряджень, і такий рядок: «А дітям своїм, Тарасу й Тетяні, заповідаю трудитися й любити людей».
Житомирська газета «Волинь» упродовж місяця щодня, починаючи з 15 серпня, друкувала статті (здебільшого спогади), присвячені пам'яті покійного письменника.
Публіцист і літературний критик Микола Михайловський написав у некролозі, що життя Мачтета з гімназійної лави і майже до найостаннішого часу було цілою низкою пригод, але ніякі незгоди не відлучили його від ідеалів молодості.

## Творчість
На запитання літературознавця Семена Венгерова про те, яким повинен бути письменник, Мачтет відповів: «Белетрист повинен давати не портрети, яких у нас уже ціла галерея, а будити настрої читача картинами життя». У творчості Мачтет завжди дотримувався цього принципу.

### Нариси
Писати Мачтет почав у США. 1 червня 1873 року газета «Свобода», що видавалася Агапієм Гончаренком у Сан-Франциско (не плутати з пізнішою однойменною газетою українських емігрантів), опублікувала два його російськомовні вірші — «Акровірш свободі» («Акростих свободе») та «Я не грізний цар…» («Я не грозный царь…»).
Повернувшись у Росію, Мачтет друкував у газетах і журналах нариси з північноамериканского життя («Прерії та піонери», «В американській школі», «З емігрантами. З Європи в Америку», «Перед американським судом», «Громада Фрея» та інші), подорожні враження від поїздки до Німеччини тощо. Згодом ці нариси Мачтет об'єднав у цикл «Подорожні картинки» (збірка «По білому світу», 1889).

### Поезія
Мачтет писав вірші, але майже не друкував їх, бо надзвичайно прискіпливо ставився до своїх поетичних спроб. Якщо не зважати на американську пробу пера, то перші свої поезії («Пловец», «Там и здесь») опублікував уперше 1890 року в «Газете Гатцука».
Вірш українською мовою «Мамі» надруковано посмертно (газети «Киевские вести» та «Рада», 1907 рік).
Тільки одному з віршів Мачтета судилося довге життя. Його поет написав 31 березня 1876 року після похорону революціонера-народника Павла Чернишова та назвав «Останнє прощай» (в оригіналі — «Последнее прости»). Цей вірш анонімно (без підпису) 15 травня 1876 року (за новим стилем) опублікував за кордоном журнал «Вперед».
Уже 1877 року на похороні студента Подлевського вірш Мачтета вперше прозвучав як траурний гімн. Саме таким — пролетарським траурним гімном — був він у 1880—1890-х роках. Автор музики невідомий. Це була одна з улюблених пісень Володимира Ілліча Леніна. Тож 27 січня 1924 року на похороні Леніна її виконав хор Великого театру СРСР.
Твір довго приписували Петру Лаврову. Широко відомим він був під іншою назвою — початковим рядком: «Замучен тяжелой неволей…» (у перекладі українською мовою — «В неволі скатований люто…»). Правда, в оригіналі в Мачтета було «Замученный тяжкой неволей», але в ході побутування пісні перший рядок, як і деякі інші, відшліфувався.
Українською мовою під назвою «В неволі скатований люто» пісня відома з 1905–1907 років. Згодом її опубліковано в збірниках «Українська народна пісня» (Київ, 1936), «Українські народні пісні» (Київ, 1954), «Пісні та романси українських поетів» (Київ, 1956), «Радянська пісня» (Київ, 1967), «Пісні літературного походження» (Київ, 1978). Автора українського перекладу не вказано .
Перші два (з восьми) куплетів українського варіанту пісні виглядають так:
В неволі скатований люто,
Ти смерть за свободу прийняв.
Б'ючися за право народне,
Ти голову чесно поклав.
Боровся ти вперто й хоробро,
З тобою у лавах ми йшли,
А нині брати твої вірні
На цвинтар тебе віднесли.
Попри сумний початок, фінал пісні цілком оптимістичний:
Та знаємо всі ми напевно,
Що нас пам'ятатиме світ,
І ворогам нашим грізно
Відплатить трудящий нарід.

### Художня проза
У повісті «Блудний син» та оповіданні «Два світи», які певною мірою є автобіографічними (як, до речі, багато творів Мачтета), письменник вивів героїв, які, не знаючи мови й умов життя в чужій країні, озброєні лише «масою рожевих теоретичних викладок», терпіли жорстоку нужду, виконуючи щонайважчу роботу, а наслідком стало прощання зі своєю надією: комуни в Америці не здійснилися.
Роки заслання дали багатий матеріал для сибірських оповідань Мачтета, які друкувалися в газеті «Неделя», в журналах «Наблюдатель», «Отечественные записки». На думку літературознавців, твори 1880—1885 років («Хроніка одного дня в місцях не надто віддалених», «Мирська справа», «Ми перемогли», «Сон одного засідателя», «Друга правда») — найкраще з усього, створеного Мачтетом. Правда, в цих творах проявилася народницька ідеалізація селянської громади, але водночас виразно передано народну ненависть до гнобителів.
Однією із найкращих у доробку Мачтета є повість «Жид». Героя твору — лікаря-єврея Давида Гурвейса — письменник зобразив як шляхетну особистість. Уже зі шкільних років Давид готовий страждати за колектив. Це чесний і самовідданий лікар, здатний віддати життя за ідеали гуманізму.
Письменнику також належить роман «І один у полі воїн» (1886), написаний на українському матеріалі. Ще один його роман «На зорі» (1892—1893) присвячено революціонерам-народникам.
Аналізуючи прозові твори письменника, літературознавець Галина Краєвська робить висновок: «Треба зазначити, що цілком очевидним у творах Мачтета на українську тему є вплив Миколи Гоголя і цілком слушним є твердження, що творчість цього письменника варто розглядати в руслі не тільки російської, але й української культури».
На думку Павла Житецького, окремі твори Мачтета «продумані були українською, а написані російською мовою».
Є свідчення, що Мачтет мав намір у художній прозі перейти з російської на українську мову. Так, Михайло Коцюбинський у листі до дружини від 18(30) січня 1898 року писав про Мачтета: «Хвалився мені, що хоче кинути московську літературу і перейти до вкраїнської, але наскільки тут правди, не відаю» . Очевидно, рання смерть Мачтета завадила йому здійснити цей намір.
Семен Венгеров у статті про Мачтета в енциклопедії Брокгауза й Ефрона писав:
|  | Його оповідання більше схожі на казки, притчі та алегорії. Він пише з крайнім пафосом і розставляє все цілком схематично: якщо лиходій — то лихолій з голови до п’ят, якщо добра людина — то ангел. Молодих читачів, які не дивляться на белетристику суто з художнього погляду, саме ця прямолінійність Мачтета зворушує. Найкращі його оповідання мають велику популярність. Дуже подобається Мачтет і чужоземцям, які не помічають його відхилень від російської дійсності та цінують тільки палкий заклик автора до добра та світла. |

Оповідання Мачтета ще при його житті було перекладено польською, французькою, англійською, болгарською, грецькою, грузинською, чеською, німецькою та данською мовами. Українською мовою оповідання Мачтета перекладав Костянтин Арабажин. Його переклади опубліковано 1889 року у львівському журналі «Зоря» .

### Мачтет і Шевченко
В автобіографії Мачтет згадував, що з поезією Тараса Шевченка ознайомився ще в дитячі роки, багато віршів знав напам'ять.
Мачтет співпрацював у «Газете Гатцука» (виходила в Москві у 1875—1890 роках), яка пропагувала літературну спадщину Шевченка .
1889 року, коли все більше людей стало відвідувати могилу Шевченка на Чернечій горі, Мачтет теж відвідав її. Через Дніпро довелося перепливати на човні. Мачтета приємно здивувало, що на могилу Шевченка приходить багато людей — і українців, і росіян, і поляків. Ночувати випало біля вогнища. «Біля багать точаться розмови і співають пісні, згадують минуле, мріють про майбутнє, дихають тим, що заповідано піснею великого поета… Тиха самітня могила так багато говорить серцю кожного, піднімає в душі стільки питань, будить стільки думок в голові…» — писав Мачтет у нарисі «На могилі», надрукованому 1895 року — через 6 років після відвідання Канева. Нарис мав підзаголовок «Подорожні картинки» та присвяту Павлу Гнатовичу Житецькому, який свого часу викладав у Кам'янець-Подільській чоловічій гімназії — якраз тоді, коли там навчався Мачтет. Присвята засвідчує велику повагу автора до Житецького, який привив йому любов до творів Шевченка .
1898 року в № 45 газети «Волынь» опубліковано нарис Мачтета «Роковини смерті Т. Г. Шевченка».
Свого сина Григорій Мачтет назвав Тарасом. Тарас Григорович Мачтет (1891—1942) був поетом і журналістом .

### Прижиттєві видання
У 1887—1896 роках твори Матчета досить активно видавалися (здебільшого в Москві), а деякі книги навіть перевидавалися.
- Збірка «Повісті та оповідання» («Повести и рассказы») — Москва, 1887 і 1889.
- Повість «Жид» («Жид») — Одеса, 1887 і Москва, 1888.
- Збірка «Силуети» («Силуэты») — Москва, 1888 і 1895.
- Книга нарисів «По білому світу» («По белу свету») — Москва, 1889.
- Повість «Біла панна» («Белая панна») — Москва, 1889.
- Збірка «Нові оповідання» («Новые рассказы») — Москва, 1891.
- Повість «Хроніка одного дня» («Хроника одного дня») — Москва, 1892.
- Збірка «Живі картини» («Живые картины») — Москва, 1895.
- Збірка «На дозвіллі» («На досуге») — 1896.

### Основні посмертні видання творів
- 1902 року, тобто вже через рік після смерті письменника, в Києві було видано повне зібрання творів Мачтета в 12 томах.
- У 1911—1913 роках у Санкт-Петербурзі побачило світ десятитомне повне зібрання творів письменника.
- 1958 року в Москві видано «Вибране» Мачтета, вступну статтю до якого написала донька письменника — Тетяна Мачтет-Юркевич.
- 1960 року в Москві видано збірку оповідань Мачтета «„Новый доктор“ и другие рассказы».

### Видання творів в українських перекладах
- Біла панна // Зоря. — 1889. — № 13—14, 15—16, 18—20, 22.
- На могилі // Зоря. — 1896. — № 5—6.
- Заклятий Козак. — Полтава, 1913.
- …І один у полі воїн. — Київ, 1929.